# Floodland
Az 1987-es Floodland a The Sisters of Mercy második nagylemeze, mely meghozta számukra a kereskedelmi áttörést. Szerepel az 1001 lemez, amit hallanod kell, mielőtt meghalsz című könyvben.

## Az album dalai
|    | Cím                    | Szerző(k)       | Hossz |
| -- | ---------------------- | --------------- | ----- |
| 1. | Dominion/Mother Russia | Andrew Eldritch | 7:00  |
| 2. | Flood I                | Eldritch        | 6:22  |
| 3. | Lucretia My Reflection | Eldritch        | 4:57  |
| 4. | 1959                   | Eldritch        | 4:09  |
| 5. | This Corrosion         | Eldritch        | 10:55 |
| 6. | Flood II               | Eldritch        | 6:47  |
| 7. | Driven Like the Snow   | Eldritch        | 6:27  |
| 8. | Neverland (a fragment) | Eldritch        | 2:46  |

## Közreműködők
- Andrew Eldritch – ének, billentyűk, gitár
- Patricia Morrison – basszusgitár
- Doktor Avalanche – dobgép és ütőhangszerek
- New York Choral Society – kórus (This Corrosion)
- Holly Sherwood, Curtis King, Brenda King, Tawatha Agee, Geena Taylor, Vanese Thomas – vokál (This Corrosion)

## Fordítás
Ez a szócikk részben vagy egészben a Floodland című angol Wikipédia-szócikk ezen változatának fordításán alapul.  Az eredeti cikk szerkesztőit annak laptörténete sorolja fel. Ez a jelzés csupán a megfogalmazás eredetét és a szerzői jogokat jelzi, nem szolgál a cikkben szereplő információk forrásmegjelöléseként.